# Alex Yi
Alexander ("Alex") Yi (Koreaans:Yi Hyun) (Alexandria, 27 februari 1982) is een Amerikaanse voetballer, die uitkomt voor FC Dallas in de Major League Soccer.
Als tiener was Yi lid van het Amerikaans voetbalelftal onder de 17 jaar. Hij begon zijn professionele carrière in Europa bij Antwerp FC voor het seizoen 2002-2003. Yi speelde in dat seizoen maar 4 wedstrijden en uiteindelijk werd zijn contract ontbonden voor nieuwe kansen in Amerika.
Yi was gewild door verschillende teams, waaronder D.C. United. Op 12 januari 2005 bepaalde loting uiteindelijk dat hij bij FC Dallas terechtkwam.
Hij speelde voor het Amerikaans voetbalelftal onder de 17, 20 en 23 en speelde in 1999 het wereldkampioenschap voetbal onder 20 jaar. Zijn vader, Kyom Yi, speelde op jeugdniveau voor het Zuid-Koreaans voetbalelftal (mannen).